# Neon (magazine)
Pour les articles homonymes, voir Néon (homonymie).
NEON est un magazine web qui traite les sujets liés à la mode, la beauté, la cuisine, la technologie, la société, et la culture destinés au public LGBTQIA+ friendly.
Ces contenus sont diffusés sur diverses plateformes de réseaux sociaux, dont Instagram, TikTok, Facebook, X (Twitter), Threads, et Snapchat.

## Historique
NEON a été lancé le 21 mars 2012 sous la forme de bimestriel, avant de passer en mensuel le 10 juillet 2013. Il redevient bimestriel en mars 2018. Le magazine est inspiré de son homonyme allemand, NEON, lancé en 2004 par Grüner + Jahr, maison mère de Prisma. Son slogan a été « Sérieusement allumé » puis « Il faut tout essayer ! », et il est notamment connu pour son logo fluo qui change de couleur à chaque numéro.
Le groupe Prisma Média a investi trois millions d'euros pour son lancement. Il est tiré chaque mois à plus de 45 000 exemplaires (chiffres OJD 2014).
La rédaction est dirigée depuis janvier 2015 par Julien Chavanes, qui a succédé à Danielle McCaffrey et Olivier Carpentier, rédacteur en chef du magazine Ça m'intéresse.
En décembre 2018, le magazine s'associe avec Fabrice Pierrot, journaliste et entrepreneur, pour ouvrir Le Café NEON dans le 18e arrondissement de Paris, « le premier café lié à un titre de presse nationale ». La rédaction y organise des évènements publics ou privés, des soirées de lancement pour chaque nouveau numéro, ainsi que des conférences de rédaction en public.
En 2020, le magazine publie deux enquêtes sur les agressions sexuelles présumées du graffeur L'amour court les rues et du chanteur, rappeur et beatboxer Spleen, participant de la Saison 3 de The Voice : La Plus Belle Voix.
En novembre 2021, Prisma Media annonce l'abandon de la version papier de NEON et l'arrêt de Business Insider. En octobre 2023, l'arrêt du site internet est annoncé par Prisma Media.
En janvier 2024, Prisma Media, annonce l'évolution de la ligne éditoriale du magazine NEON. Le groupe de médias indique qu'un contenu spécifiquement axé sur les actualités LGBTQIA+ infodivertissement, englobant séries, télévision, SVOD, films, et émissions, sera également disponible « sur le web ». Le site internet de NEON n'est plus mis à jour depuis octobre 2023.

## Ligne éditoriale
NEON cible les millenials et se veut unisexe, décalé, insolite et humoristique, un « magazine de société par l'intime, mixte, qui s’adresse aux 25-35 ans ». Non genré, il se situe entre Causette et Society, les Inrockuptibles et The Good Life.
Il aborde des sujets aussi variés que la société, la culture, la consommation, le grand-reportage. Il met en avant le journalisme gonzo à la première personne, et les journalistes se mettent très régulièrement eux-mêmes en situation.

## Distinctions
En 2013, le titre reçoit le Prix de l'innovation aux Prix des magazines de l'année décernés par le Syndicat des éditeurs de la presse magazine (SEPM). Sa journaliste Pauline Grand d'Esnon reçoit le Prix Varenne 2017 pour son reportage « Sexisme, l'attaque des trolls » paru sur NEON. En 2019, le titre est de nouveau récompensé par le Prix Varenne de la presse magazine pour « Les Aigles du désert », un reportage de Laure Andrillon.
Il aborde des sujets aussi variés que la société, la culture, la consommation, le grand-reportage. Il met en avant le journalisme gonzo à la première personne, et les journalistes se mettent très régulièrement eux-mêmes en situation.

## Évolution de la charte graphique

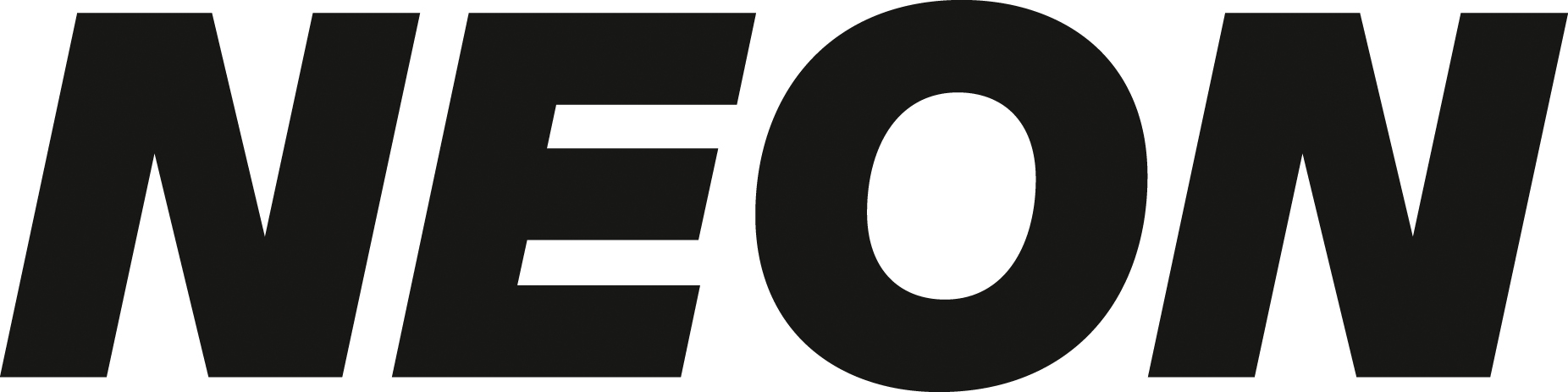
Logo du magazine NEON jusqu'en 2021.
Logo du média NEON à partir de février 2024.